# Eric Schlosser

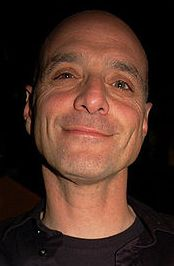
Eric Schlosser, 2006

Eric Schlosser (ur. 17 sierpnia 1959 w Nowym Jorku) – wielokrotnie nagradzany amerykański dziennikarz (bostońskiego The Atlantic Monthly) i autor prac o charakterze demaskatorskim.
W Polsce ukazała się jego książka Kraina fast foodów, opisująca dzieje i kulturowy fenomen amerykańskiego przemysłu szybkich dań. Eric Schlosser przedstawia w niej nie tylko socjologiczne rozważania na temat konsumpcji hamburgerów, ale przede wszystkim opowieść o najnowszej historii Stanów Zjednoczonych.
Książka ta skupia się na wielu wątkach fenomenu fast foodu, który na dobre zadomowił się w globalnej kulturze i gospodarce USA, prowadząc aktywny podbój nowych rynków. Kolejne rozdziały wyraźnie potępiają kulturę szybkiej konsumpcji, przedstawiając nie tylko dietetyczną „ciemną stronę amerykańskich szybkich dań”, ale i źródła sukcesu pionierów ogromnego przemysłu.
Schlosser opisuje świat południowej Kalifornii lat 50., w której zachwyt nad nowoczesnością i urbanizacja były siłą napędową dla rozkwitu nowego przemysłu. Fast food bowiem okazał się w amerykańskim społeczeństwie siłą rewolucyjną, kreując nawyki żywieniowe oraz kulturę życia Amerykanów. Zdaniem Schlossera ciemna strona hamburgerów i ich masowej produkcji to nie tylko szkody wywołane kulturą konsumpcji i problemem otyłości w krajach rozwiniętych. To głównie niemożliwe do zaakceptowania społeczne konsekwencje działania olbrzymich machin spożywczych. Książka obnaża mit o „amerykańskim śnie”, który zdaniem autora jest irracjonalną, obłąkańczą gonitwą za zyskiem korporacji, przynoszącym społecznie negatywne konsekwencje. Mało stabilny system nisko opłacanego zatrudnienia, wzorowany na pracy przy taśmie montażowej rodem z fabryk ubiegłego stulecia, wykorzystywanie młodocianych pracowników. Schlosser przedstawia wiele aspektów amerykańskiego życia, kultury i gospodarki, które w warunkach demokracji i wolnorynkowej swobody są sterowane w imię partykularnych interesów wielkich firm.